# OmegaT
OmegaT ist ein Hilfsprogramm für professionelle Übersetzer zur rechnerunterstützten Übersetzung (CAT).
OmegaT ist in Java geschrieben (Java ab der Version 8 ist erforderlich) und wird als freie Software auch im Quelltext unter der GNU General Public License (GPL) veröffentlicht. OmegaT läuft unter Linux, Microsoft Windows, macOS und Solaris. Die Programmoberfläche ist in 27 Sprachen erhältlich.

## Funktionsweise
Das Programm weist alle Standardfunktionen von CAT-Programmen auf: zweispaltige Arbeitsblätter, auf denen Ausgangstexte satzweise (segmentweise) in die Zielsprache übertragen werden, wobei beide Teile anschließend in einen Übersetzungsspeicher (Translation Memory) gespeichert werden; Glossare, in denen (mit unscharfer Suche) nach Einzelworten oder -phrasen gesucht werden kann, eine Rechtschreibprüfung mittels Hunspell sowie (mit regulären Ausdrücken) konfigurierbare Textsegmentierung.
Der Lieferumfang von OmegaT umfasst eine Kurzanleitung sowie ein ausführliches Handbuch in verschiedenen Sprachen.

## Formate und Kompatibilitäten
Der Übersetzungsspeicher wird für jede Sprachrichtung getrennt angelegt und im international standardisierten Austauschformat TMX gespeichert (in der aktuellen Version: TMX Level 1.4b). Für die Glossare werden mit Tabulatorzeichen separierte Textdateien genutzt. OmegaT kann jedoch das Austauschformat TBX lesen (d. h. solche Glossare importieren), jedoch nicht beispielsweise proprietäre Glossarformate wie Trados Multiterm.
Bei den unterstützten Dateiformaten der Ausgangstexte werden die Formatierungen der Ausgangstexte beibehalten. Zu den unterstützten Dateiformaten gehören OpenDocument, (X)HTML, Office Open XML, XLIFF, GNU-gettext-.po-Dateien (Portable Object) und DocBook. Für sonstige Formate ist dies durch Konvertierprogramme von Drittanbietern möglich. Die Formate von „Microsoft Office 97-2003“ werden nicht direkt unterstützt.
Beim Übersetzen können auch Maschinenübersetzungen des Internet-Übersetzungsdienstes Google Übersetzer als Vorschläge abgefragt werden.

## Einsatz in der Praxis

### Europäische Kommission
Seit spätestens 2017 setzt der Übersetzungsdienst der Europäischen Kommission (die Generaldirektion Übersetzung) das Programm OmegaT neben anderen Übersetzungsprogrammen ein. Dazu entwickelt sie eine eigene Programmversion „DGT-OmegaT“ sowie weitere Zusatzprogramme. Eine Weiterentwicklung ermöglicht beispielsweise die verbesserte Kompatibilität mit Projektdateien aus dem sonst verbreitet bei der Europäischen Kommission genutzten proprietären Programm SDL Trados Studio. Das Zusatzprogramm „Tagwipe“ entfernt beispielsweise automatisch nicht benötigte Tags aus Dokumenten im Dateiformat DOCX.

### Lizenzmodell, Kosten und Betriebssystem
OmegaT wird unter der GNU General Public License veröffentlicht und ist damit Freie Software. Seit 2015 (Umstellung des Lizenzmodells von Across Language Server) ist OmegaT das einzige kostenlose, desktopbasierte CAT-Werkzeug, das vom Umfang professionellen Werkzeugen wie Marktführer SDL Trados Studio oder MemoQ entspricht. OmegaT funktioniert plattformübergreifend, also unter anderem mit Linux, Microsoft Windows und macOS.

## Geschichte
OmegaT wurde 2000 von Keith Godfrey zunächst in C++ entwickelt und die erste Version wurde am 28. November 2002 veröffentlicht. Die Entwicklung wird seither von einer breiten Community von Übersetzern getragen, die noch eine Reihe ergänzender Software geschrieben hat. Bis Mitte 2019 wurde das Projekt vom Übersetzer Didier Briel aus Lyon/Frankreich geleitet. Hauptentwickler war Alex Buloichik. Seit Mitte 2019 wird das Projekt von Projektmanager Aaron Madlon-Kay geleitet.
Eine Abspaltung ist die „Autshumato translation suite“, die vom South African Department of Arts and Culture, der südafrikanischen North-West University und der University of Pretoria entwickelt wird.
Wie Wordfast Pro, Swordfish oder Anaphraseus war OmegaT ursprünglich ein eigenständiges CAT-Programm nur für Unix-ähnliche Betriebssysteme. Ab der Version 1.7.3 bzw. dem Jahr 2008 funktioniert das Programm unter Linux, Microsoft Windows und macOS (früher Mac OS X). In der sehr verbreiteten Linux-Distribution Ubuntu war in der im April 2019 veröffentlichten Version 19.04 die bis Juli 2019 aktuelle Version 3.6 von OmegaT erstmals standardmäßig enthalten (die Version 18.04 LTS von Ubuntu aus dem April 2018 enthielt OmegaT standardmäßig gar nicht; im Jahre 2016 war lediglich einmal die bereits etwas veraltete Version 2.3 in Ubuntu enthalten).
Die stabile Standardversion 2.0 erschien im Oktober 2009. Die stabile Standardversion 2.3 erschien im Juli 2011. Die Version 3.5 erschien im Juni 2015. Die Standardversion 3.6 erschien im März 2016 und war bis Juli 2019 der Standard. Die darauf folgende Entwicklungsversion 4.0 erschien im September 2016. Die dann folgende Version 4.1 erschien im Januar 2018. Die Entwicklungsversion 4.2 erschien im April 2019. Die aktuelle Standardversion 4.3 erschien im Juli 2019 und ersetzte die damit veraltete Version 3.6. Die darauf folgende Version 5, die neben der Standard-Version auch als „Neuste Version“ zum Download angeboten wurde, erschien erstmals am 1. Oktober 2019.